# Georg Breinschmid
Georg Breinschmid (* 25. April 1973 in Amstetten, Österreich) ist ein österreichischer Kontrabassist und Komponist im Bereich des Jazz.

## Leben  und Wirken

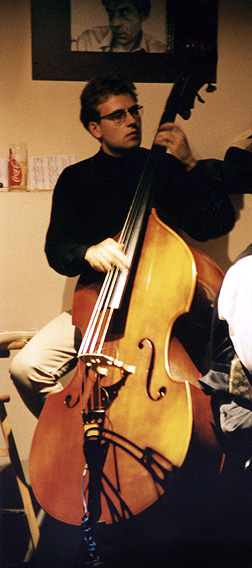
Georg Breinschmid (Poorboy-Lounge, Wien 1997)

Breinschmid absolvierte eine klassische Ausbildung am Kontrabass an der Universität für Musik und darstellende Kunst in Wien.
Während des Studiums sprang er für kurzfristig ausgefallene Musiker in verschiedenen Wiener Orchestern ein. Er war auch in Kammermusik-Ensembles tätig, wie z. B. dem Amadeus Ensemble. Von 1994 bis 1996 war er Mitglied des Tonkünstler-Orchester Niederösterreich. Anschließend wurde er in das Orchester der Wiener Staatsoper und zu den Wiener Philharmonikern engagiert und absolvierte mit ihnen Tourneen durch Europa, Amerika und Asien.
1998 verließ Breinschmid die Klassik und auch die Wiener Philharmoniker und widmete sich fortan dem Jazz. Er trat mit der Zipflo Weinrich Group auf und gehörte zwischen 1999 und 2006 zum Vienna Art Orchestra. In der Folge war Breinschmid in zahlreichen Konzerten in ganz Europa mit verschiedenen Ensembles zu hören. Er spielte unter anderem mit den internationalen Jazzgrößen Charlie Mariano, Adam Taubitz, Jasper van’t Hof und Archie Shepp sowie mit vielen österreichischen Jazzmusikern wie Harry Sokal, Klaus Dickbauer, Sabina Hank,  Christian Muthspiel oder seinem Bruder Martin Breinschmid. Daneben trat er mit dem Kraah-Trio von Christian Zehnder auf.
Im Duo mit der Sängerin Agnes Heginger entstand 2005 das Album Tanzen, das sich durch freie Improvisation und Experimentierfreude auszeichnet. Mit dem Geiger Benjamin Schmid und wechselnden Besetzungen (z. B. Biréli Lagrène, Stian Carstensen) lässt Breinschmid unter anderem das Werk von Stéphane Grappelli und Django Reinhardt aufleben. Mit dem 2008 erschienenen Tonträger Wien bleibt Krk und Brein's World (2010) dokumentiert Breinschmid mit Eigenkompositionen seine Nähe zur Wiener Musik und zum Wienerlied.
2007 entstand das Duo mit Trompeter Thomas Gansch, mit dem Breinschmid auch gemeinsam komponiert und textet. Ebenfalls 2007 formierte sich das Trio Brein's Café (mit zunächst Roman und Frantisek Janoska), das ebenso im Spannungsfeld zwischen Jazz, Klassik und Improvisation angesiedelt ist.
Breinschmid realisierte auch großorchestrale Projekte mit seiner Musik; es kam zu Konzerten mit dem Tonkünstlerorchester Niederösterreich, dem Symphonieorchester Vorarlberg, der Württembergischen Philharmonie Reutlingen und der Tschechischen Philharmonie Brünn. 2010 eröffnet Breinschmid mit Brein's Café und dem RSO Wien die Wiener Festwochen. Seine Kompositionen wurden u. a. vom Australian Chamber Orchestra und dem Stuttgarter Kammerorchester gespielt. 2014 wurde Promenade für Blechbläserquintett, Streicher und Schlagwerk uraufgeführt, ein Auftragswerk des Symphonieorchesters Vorarlberg und des Quintetts Sonus Brass.

## Auszeichnungen
- 2002 Hans-Koller-Preis CD des Jahres für Mauve
- 2003 Hans-Koller-Preis Newcomer des Jahres

## Diskografische Hinweise
als Leader und Co-Leader
- Shilkloper / Corrêa / Breinschmid Mauve (2001)
- Agnes Heginger & Georg Breinschmid Tanzen (2005)
- Wien bleibt Krk (2008, mit Benjamin Schmid, Stian Carstensen, Thomas Gansch, Aleksey Igudesman u. a.)
- Brein's World (2010, mit Brein's Café, Thomas Gansch, classXXX, Sebastian Gürtler, Tommaso Huber, Erni M., Susanne Paul u. a.)
- Fire (2012, mit Roman Janoska, Frantisek Janoska, Thomas Gansch)
- Gansch & Breinschmid Live (2013, mit Thomas Gansch)
- Wer ist Ivica Strauss? (2013, mit Sebastian Gürtler, Tommaso Huber)
- Double Brein (2014)
- Breinländ (Breinmusic / Preiser Records bzw. Naxos 2018, mit Filippa Gojo,  Agnes Heginger, Florian Willeitner, Cornelius Obonya, Antoni Donchev, Stephan Steiner, Magdalen Zenz, Angelika Hudler, Johanna Kugler, Christoph Pepe Auer u. a.)
- Florian Willeitner, Georg Breinschmid, Igmar Jenner: First Strings on Mars (ACT Records 2021)
- Magnus Lindgren / Georg Breinschmid Jazz at Berlin Philharmonic XIII: Celebrating Mingus 100 (ACT Records 2022 mit Matthias Schriefl, Shannon Barnett, Jakob Manz, Tony Lakatos, Danny Grissett, Gregory Hutchinson sowie Camille Bertault)

als Sideman
- Christian Muthspiel, Against the Wind: The Music of Werner Pirchner & Harry Pepl (2007, mit Franck Tortiller)
- Christian Zehnder, Kraah (2008)
- Pago Libre, Fake Folk (2009, mit Arkady Shilkloper, TschoTheissing, John Wolf Brennan)
- Benjamin Schmid, Bach:Reflected (2010, mit Diknu Schneeberger, Stian Carstensen u. a.)
- Elisabeth Kulman, Mussorgsky Dis-Covered (2010, mit Tscho Theissing, Arkady Shilkloper, Miklós Skuta)

## Bücher
- Mit Gunkl: Gute Omen und 333 noch bessere Wortspiele ISBN 978-3990015995